# Rallye Šumava 2002
Rallye Šumava 2002 byla úvodním podnikem Mezinárodního mistrovství České republiky v rallye 2002. Zvítězil zde Karel Trojan s vozem Toyota Corolla WRC.

## Průběh soutěže
První test vyhrál Václav Pech mladší s vozem Ford Focus RS WRC. Na dalších pozicích byli Štěpán Vojtěch a Tomáš Vojtěch s Corollami. Hned další úsek Štěpán Vojtěch vyhrál a posunul se do vedení, ale po havárii v dalším úseku ze soutěže odstoupit. Ve vedení byl i po jezdecké chybě Pech. Na druhé místo postoupil Jan Kopecký s další Corollou. Třetí byl Tomáš Vojtěch, čtvrtý Trojan a pátý Tomáš Hrdinka. V druhé etapě Vojtěch havaroval a ze soutěže odstoupil. V sedmé zkoušce havaroval Kopecký, a s poškozeným vozem nemohl pokračovat. Pořadatelé neutralizovali startovní pole, díky čemuž došlo k poškození Pechovo turbodmychadla. Díky tomu se do vedení dostal Trojan, druhý byl Jindřich Štolfa s vozem Peugeot 306 MAXI a třetí Václav Arazim s vozem Mitsubishi Lancer EVO VII. Pech klesl na šesté místo. Pech vyhrál všechny zbývající zkoušky a nakonec vybojoval třetí místo.

## Výsledky
1. Karel Trojan, Jan Možný - Toyota Corolla WRC
2. Jindřich Štolfa, Miroslava Cvrčková - Peugeot 306 MAXI
3. Václav Pech mladší, Petr Uhel - Ford Focus RS WRC
4. Václav Arazim, Julius Gál - Mitsubishi Lancer EVO VII
5. Miroslav Jandík, Radim Chrastecký - Mitsubishi Lancer EVO VII
6. Marcel Tuček, Václav Tesař - Mitsubishi Lancer EVO VI
7. Ramon Ferreyros, Pablo Herrero - Mitsubishi Lancer EVO VI
8. Jan Trajbold, Jan Vodehnal - Ford Escort RS Cosworth
9. Jiří Tošovský, Jan Krečman - Mitsubishi Lancer EVO VI
10. Milan Chvojka, Hana Chvojková - Ford Escort RS Cosworth